# Erik Rynefors
Erik Lennart Rynefors, född 20 mars 1958 i Näsums församling, Kristianstads län, är en svensk kördirigent och spelman, verksam i Karlstad.
Rynefors studerade vid Karlstads universitet 1984-1987. Han är uppväxt i en musicerande familj och spelar både fiol och nyckelharpa. Han spelade i folkmusikgruppen Forsmark Tre. Rynefors grundade kören Sällskapet CMB 1985 och var dess dirigent från starten till 2006. Han ledde också CMB:s systerkör Söt Likör 2000-2006. Han är körledare för Sångföreningen Manhem.
Erik Rynefors belönades med landstingets Frödingstipendium 2005 och medaljen Karlstads universitets vänner 2006.